# Mực một nắng

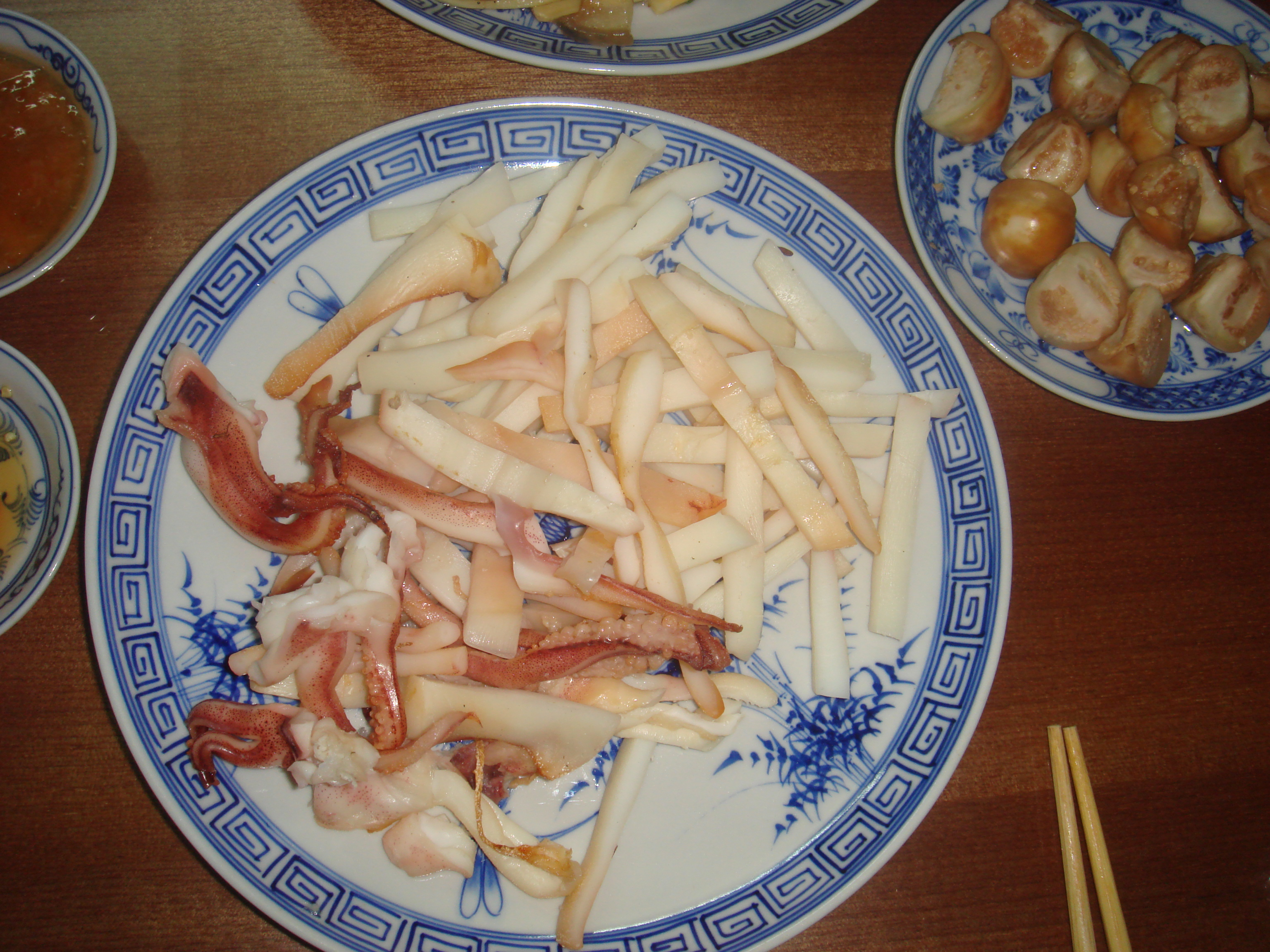
Dĩa mực một nắng cắt tăm

Mực một nắng là một món ăn hải sản Việt Nam, một dạng mực khô đặc biệt. Để làm mực một nắng ngon, người ta phải rửa mực bằng nước biển, sau đó sẽ đem ra phơi nắng. Phải chọn nơi nhiều ánh nắng, nắng to để mực được ngon hơn. Điều quan trọng ở đây là mực chỉ phơi đủ "một nắng" mà thôi, không phơi nhiều lần.
Loại thức ăn này phải được bảo quản trong tủ lạnh. Nên nướng mực bằng lửa than chứ không dùng bếp ga hoặc lò vi sóng. Điều này giải thích vì sao rất nhiều người đã mua mực từ tận nơi, đem về nhà nướng nhưng không thấy ngon như khi ăn trên biển, trong quán ăn.
Mực một nắng cũng có nhiều loại, nhưng ngon nhất là Mực Ống và Mực Lá. Mực lá làm mực một nắng thì ngon hơn cả, vì thịt dày hơn mực ống và cũng ngọt hơn.
Rất dễ nhầm lẫn Mực Ống với Mực Ghim vì chúng có hình dạng gần giống nhau, nhưng Mực Ghim thì làm mực một nắng không ngon do thịt mỏng. Người ta chỉ đánh bắt Mực Ghim khi vào mùa sinh sản (còn được gọi là Mực Trứng)
Côn Đảo, Cù lao Chàm, Phan Rang, Phan Thiết, Phú Quốc là những nơi nổi tiếng về mực một nắng.

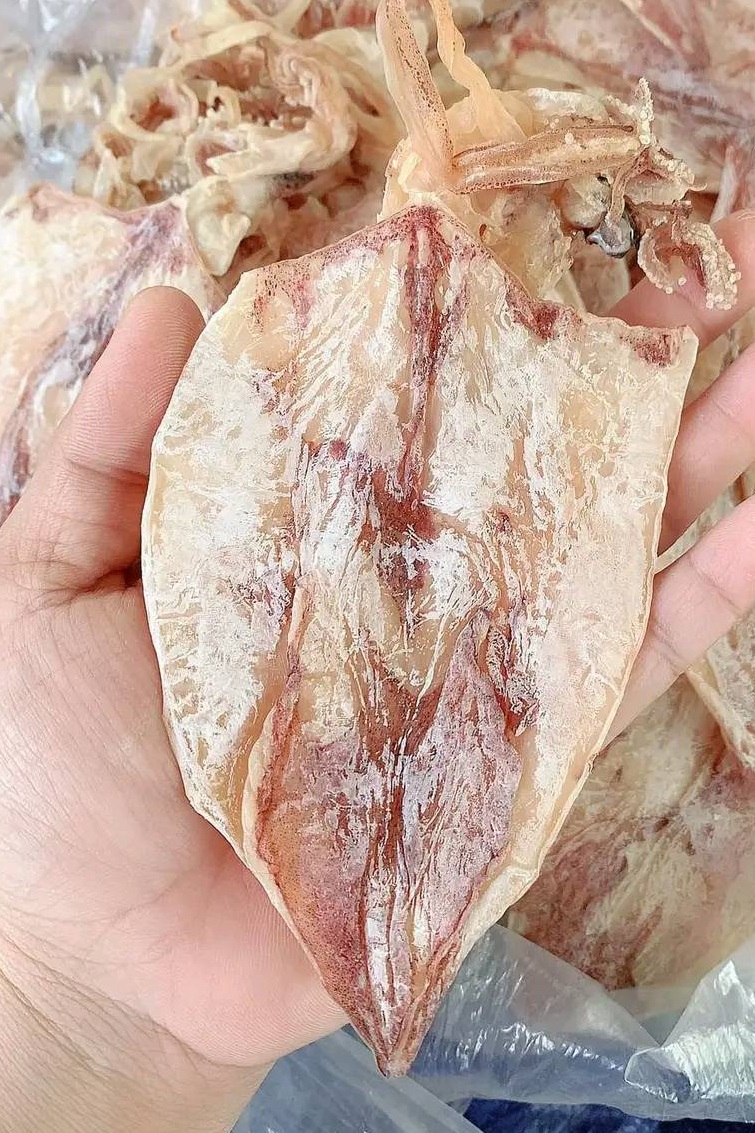
Hình ảnh 1 con mực khô

Những vùng biển có nước biển càng mặn thì mực một nắng sẽ càng ngon. Đặc biệt là các khu vực miền Trung.
Mực một nắng ở các vùng biển từ Ninh Thuận (Phan Rang) đến Bình Thuận (Phan Thiết) là ngon hơn cả vì khu vực này không những nước biển mặn hơn các vùng khác mà còn có các rạn san hô, tạo điều kiện rất thuận lợi cho mực nói riêng và các loại hải sản khác phát triển mạnh.
Dịch vụ cung cấp mực một nắng hiện nay cũng khá nhiều. Do đó người tiêu dùng cũng dễ dàng tiếp cận đến loại đặc sản này.